# Koło PTTK nr 1 przy Politechnice Warszawskiej
Koło PTTK nr 1 przy Politechnice Warszawskiej (nazwy zwyczajowe: Jedynka, dawniej Kiosk) – najstarsza akademicka organizacja turystyczna w Warszawie, założona w grudniu 1954 roku. Koło jest jednostką organizacyjną Oddziału Międzyuczelnianego PTTK w Warszawie. Funkcjonuje także jako organizacja studencka na Politechnice Warszawskiej.

## Działalność Koła
Podstawową działalności Koła jest organizacja imprez turystycznych oraz szkoleń dla warszawskiego środowiska akademickiego. W ciągu roku organizowany jest kurs Organizatora Turystyki PTTK oraz następujące rajdy:
- Rajd Na Dobry Początek Roku
- Jesień Idzie – impreza na orientację
- Rajd Mikołajkowy
- ZWIS Jedynki, czyli Zimowy Wyjazd Integracyjno-Szkoleniowy
- PoSesja
- Ruinada
- Puszcza Biała – wraz z imprezą na orientację
- majówka
- InO Świętojańskie – impreza na orientację
- Noc Świętojańska
- zerówka

Latem organizowane są liczne wyjazdy i obozy wędrowne po Polsce i Europie.
Przy organizacji imprez, Koło współpracuje z innymi turystycznymi organizacjami studenckimi, szczególnie z AKT „Maluch”, KTE „Styki”, SKPB Warszawa oraz Stowarzyszeniem Studentów Wydziału Geodezji i Kartografii „Geoida”.

## Spotkania Koła
Spotkania Koła odbywają się w środy od godz. 18:00 w budynku Stołówki Głównej Politechniki Warszawskiej, sala 105.